# Quintette à cordes no 2 de Brahms
Pour les articles homonymes, voir Quintette à cordes (homonymie).
Le Quintette à cordes nº 2 en sol majeur opus 111 est un quintette pour deux violons, deux altos et un violoncelle de Johannes Brahms. Composé pendant l'été 1890 à Bad Ischl, cet ouvrage, sans la rencontre avec le clarinettiste Richard Mühlfeld, devait être l'ultime partition de son auteur. Le critique Eduard Hanslick émit un avis très favorable : « le quintette possède la généreuse  et splendide solidité de facture, l'intensité expressive et l'admirable concision de la forme [...] la musique de chambre des dix ou quinze dernières années me fait penser au Beethoven troisième manière ».

## Analyse de l'œuvre
1. Allegro non troppo ma con brio (à 
)
2. Adagio (en ré mineur, à 
)
3. Un poco allegretto (en sol mineur, à 
)
4. Vivace, ma non troppo (en sol majeur, à 
)

- Dure d'exécution : vingt six minutes.